# Pergola (Pesaro e Urbino)
Pergola é uma comuna italiana da região dos Marche, Província de Pesaro e Urbino, com cerca de 6.809 habitantes. Estende-se por uma área de 113 km², tendo uma densidade populacional de 60 hab/km². Faz fronteira com Arcevia (AN), Cagli, Fossombrone, Fratte Rosa, Frontone, San Lorenzo in Campo, Sassoferrato (AN), Serra Sant'Abbondio.